# دامناب
 دامناب 
 یکی از روستاهای استان آذربایجان شرقی است که در دهستان قرانقو بخش مرکزی شهرستان هشترود واقع شده‌است. این روستا نزدیک شهر هشترود می باشد.
بر اساس سرشماری عمومی نفوس و مسکن سال ۱۳۹۳ جمعیت روستای دامناب 
```
الگو:"۲۹۰۰ نفر است که از این میزان ۱۲۰۰ نفر آن با سواد است "
```

نزدیک به سه برابر جمعیت فعلی روستا نیز به علت بی کاری به تهران؛ کرج؛ قم ؛ اسلامشهر ؛ سلطان آباد؛ قرچک؛ شهر ری؛ خاتون آباد و مونترآل ... مهاجرت کرده اند.
از مشاهیر این روستا دکتر بیوک علیزاده استاد دانشگاه و عضو هیئت علمی دانشگاه امام صادق است
از وسط این روستا یک دره میگذرد که این روستا را به بخش پایین و بالا دسته بندی میکند. 
از مناظر زیبا این روستا از جمله

درگیری مسلحانه  19مهرماه 1391
شب ۱۸ مهرماه ساعت ۲۱:۱۶ شب چند فرد مشکوک وارد شدن  
به.گفته مغازه و رهگذران آنجا مسلح بوده 
مغازه دار : آمدن مغازه من از من پرسیدن ایا مشروبات الکلی هم میفروشی من اول فکر کردم از اماکن یا بهداشت آمدن گفت نخیر باز هم پرسیدن باز هم گفتم نه ندارم ولی شاید مغازه پایین داشته باشی چون بجز من دوتا مغازه دیگر وجود داره آنها رفتن به سوی مغازه به از نيم ساعت یا ساعت اونا برگشتن ولی اینبار اعصبانی یکی از آنها روی من اسحله کشید . 
صبح جمعه ۱۹ مهرماه ساعت ۱۰:۲۰ صبح یک نفر وارد مسجد می‌شود  این طرف آن طرف را نگاه می‌کند انگار که از چیزی هراس دارد  به سرعت آنجا را ترک می‌کند  با هماهنگی مردم و شورا  آگاهی ۱۱ تبریز و  اعمال وضعیت قرمز بسیج رو و کلانتری شهرستان هشترود رو در جریان گذاشتن  چیزی نمونده تا دستگیری افراد ترویست که حامی مواد منفجره هستن 
ساعت ۱۳:۵۰ دقيقه رئیس کلانتری شهرستان هشترود با نقشه فوق سری و عملیات حساس بلخره افراد ترویست دستگیر و روانه ماشین می‌شود  در همین حال صدای انفجار از داخل مسجد شنیده می‌شود کودکانی آرزوی بازی و بزرگانی که آرزوی تحصیل را دارند حالا از پیش ما پر کیشدن در این عملیات 
۲۵ نفر جان باختن که  سه تن از آنها اعضای کلانتري شهرستان هشترود بود
- سردار حمیدی

- سروان میر محمدی

- سرجوخه اکبری

________________________________________________
 
جا‌های‌دیدین‌این‌روستا
- قبرستان می‌میرویل
- باغ وحش سراب
- شهربازی شهريار

جا های دیدین ☆
- مغازه
- شهربازی
- طبعیت
- جاده 66

آتش سوزی 5 شهریورماه 1403

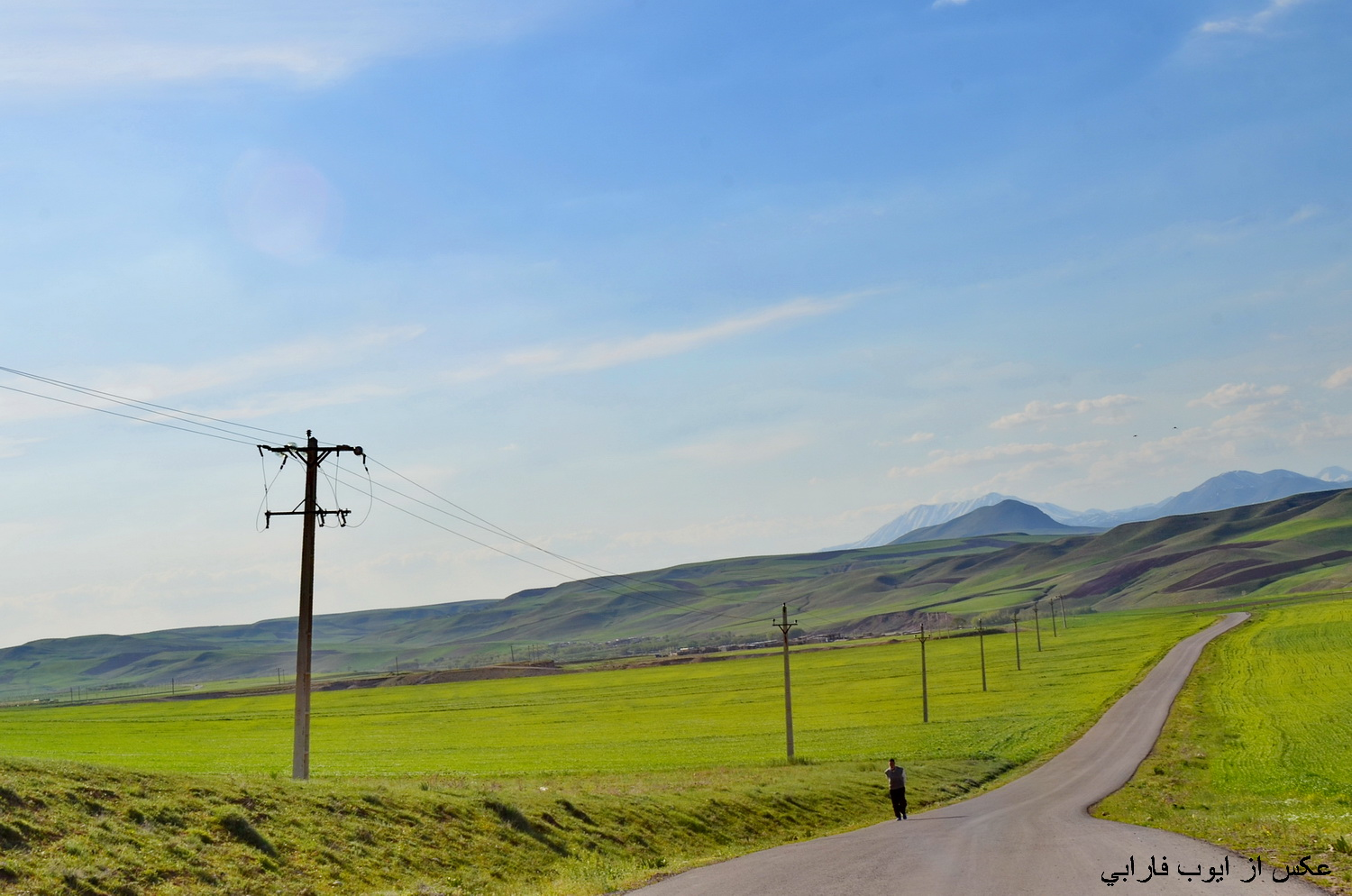
جاده ۱۱ روستای دامناب

ساعت 7 عصر کنار باغ شهريار  حادثه رخ داد که در اثر آن زمین کشاورزی آنش گرفت ولی در این حادثه خوشبختانه کسی آسیب ندید ولی خسارت  به اندازه ۲۵ ميليون تومان تخمين زده می‌شود